# Ribbingebäck
Ribbingebäck är en by i västra delen av Skogs-Tibble socken i Uppsala kommuns västligaste del i Uppland.
Byn består av enfamiljshus samt en bondgård och är belägen vid länsväg C 571 cirka 6 kilometer söder om Järlåsa. Ribbingebäck är känt främst på grund av Ribbingebäcks herrgård, vilken förr i tiden tillhörde bland andra Eric Samuel Sparre, som avled på platsen år 1843. I början av 1900-talet styckades herrgårdsbyggnaden av från själva gården och köptes senare av Stockholms stadsmission som drev behandlingshem där in på 2000-talet. Herrgården köptes senare av församlingen Livets Ord i Uppsala som använde det som församlingsgård, retreatgård och flyktingboende. 2017 såldes anläggningen av ett fastighetsbolag.
Hösten 2019 förvärvades fastigheten av lantbrukarfamiljen som sedan 1993 ägt jordbruket som tillhörde säteriet fram till styckningen i början av 1900-talet. Numera kommer de gamla behandlings- och personalbostäderna uthyras som privatbostäder och herrgården användas för fest och konferensändamål.
Väster om Ribbingebäck går gränsen till Österunda socken i Enköpings kommun, och söderut går gränsen till Nysätra socken i Enköpings kommun. Området är med andra ord en gränstrakt. Länsväg C 819 går från Ribbingebäck västerut mot Österunda. Länsväg C 575 går österut mot Skogs-Tibble och Ramsta kyrka.